# Гарячка лісу Семлікі
Гарячка лісу Семлікі (англ. Semliki Forest fever, іноді енцефаліт лісу Семлікі) — трансмісивна природно-осередкова арбовірусна хвороба, яка перебігає з гарячкою, висипом, енцефалітом, артралгіями. Вірус спричинив спалах захворювання з гарячкою в Бангі (Центральноафриканська Республіка) упродовж жовтня-грудня 1987 року.

## Етимологія
Назва походить від місцевості — ліс Семлікі (Semliki Forest) в окрузі Бвамба в Уганді, де в 1944 році від комарів було виділено збудника.

## Етіологія
Вірус лісу Семлікі — позитивно-мінливий РНК-вірус з геномом приблизно в 13 000 пар основ, який кодує дев'ять білків. 5’ дві третини геному кодують чотири неструктурні білки, пов'язані з синтезом РНК, і структурні білки кодуються у 3' третини. З структурних білків C-білки утворюють ікосаїдний капсид, який охоплює ліпідний подвійний шар, отриманий з клітини-хазяїна. Зовнішня поверхня вірусу майже повністю покрита гетеродімерами глікопротеїнів Е1 та Е2, розташованих у міжзв'язних тримерах, які утворюють зовнішню оболонку. Тримери закріплені в мембрані цитоплазматичним доменом Е2, який асоціюється з нуклеокапсидом. Існує високовірулентний штам L10, який є нейровірулентним для мишей, спричиняючи в них смертельний енцефаліт, і авірулентний штам А7, який виділено з комарів у Мозамбіку в 1961 році. Більшість штамів, що використовуються для лабораторних досліджень, отримують з цих двох.

## Епідеміологічні особливості
Джерелами і резервуарами є дрібні ссавці. Віруси передаються через укус комарів, в тому числі, й людям. Віруси лісу Семлікі не здатні інфікувати ссавців шляхом інгаляції або введенням до шлунково-кишкового тракту, хоча гризуни в лабораторії можуть заражатися інтраназальною аплікацією.

## Патогенез
У мишей, що інфікуються авірулентним штамом, виявляється вірус-індукована демієлінізація. Вона відбувається в окремих ділянках ЦНС, утворюючи так звані бляшки, і за розвитком нагадує те, що відбувається при розсіяному склерозі. Демієлінізація залежить не через диференційовану індукцію імунітету, а через різницю цитопатогенності нейронів (переважно астроцитів і олігодендроцитів), швидкості розмноження в них нейронів та поширення вірусу в ЦНС. Деякі віруси лісу Семлікі втратили здатність вторгатися в центральну нервову систему, зберігаючи здатність генерувати еквівалент вірусемії за тривалістю та величиною до такою, яку спричинюють нейроінвазивні штами. Вірус здатний спричинити смертельний енцефаліт у гризунів, але зазвичай цього не відбувається в людей.

## Клінічні прояви
Загалом перебігає доброякісно. Хвороба починається з появи невисокої гарячки, хворого турбують артралгії, помірна ломота в тілі, головний біль. Іноді цей біль стає сильним, з'являється нудота, нечасте блювання. Менінгеальні симптоми, вогнищеві неврологічні ураження не є переконливими. З'являється іноді нерясний плямисто-геморагічний висип без улюбленої локалізації. Хвороба триває 2-3 тижні.

## Діагностика
Досліджують кров (при вірусемії), цереброспінальну рідину, сечу. Зрідка вірус виділяють вірусологічно: через зараження курячих ембріонів, культури клітин курячих фібробластів. Серологічно використовують визначення наростання титру антитіл в парних сироватках за допомогою реакції зв'язування комплементу (РЗК), гальмування гемаглютинації (РГГА), нейтралізації (PH), імуноферментному аналізі (ІФА).

## Лікування
Терапія неспецифічна, препаратів проти збудника не створено. Проводять детоксикаційну терапію, призначають осмотичні діуретики разом з салуретиками для зменшення набряку мозку, препарати, які покращують мозковий кровоток.

## Профілактика
Головними заходами є боротьба з переносником — комарами. Проводять з метою зменшення щільності популяції комарів до досить низького рівня, достатнього аби перервати ланцюг передачі збудника хвороби. При знаходженні в ендемічній території рекомендують використання просочених перитрином протимоскітних сіток на вікнах, завіс з марлі на входах, протимоскітне покриття шкіри і просочування тканин одягу репелентами, як це слід робити для профілактики малярії, яка поширена там же, де й гарячка лісу Семлікі.

## У протираковій терапії
Вірус лісу Семлікі широко використовувався в біологічних дослідженнях вірусного ураження нервової системи (нейропатії). Завдяки широкому спектру клітин та ефективній реплікації, він також був розроблений як вектор для генів, що кодують вакцини та протиракові агенти, і як засіб у генній терапії. Він був попередньо клінічно випробуваний як онколітичний вірус проти тяжкої гліобластоми мозку. Вірус був генетично модифікований з послідовностями мікроРНК-мішені, так що тепер він реплікується лише в пухлинних клітинах мозку, а не в нормальних клітинах. Модифікований вірус знижує ріст пухлини та забезпечує тривале виживання мишей з пухлинами головного мозку, а також ефективно вбиває людські клітинні лінії гліобластоми.